# المغرب في حلي المغرب
المغرب في حلي المغرب هو كتاب من تأليف ابن سعيد المغربي الأندلسي، ويعد من المصادر المهمة التي أسهمت بشكل كبير في حفظ التراث الأندلسي. المخطوطة التي بين أيدينا والتي حققها العالم الجليل د. شوقي ضيف، كتبت بخط ابن سعيد، الذي كان آخر المؤلفين الستة الذين توارثوا الكتاب على مدار مئة وخمس عشرة سنة. وقد استمروا في العمل عليه ليلاً ونهارًا، ينقحونه ويهذبونه حتى لا يخرج إلا الصافي الخالص من جواهر الشعر، وما يلفت الأنظار من الموشحات والأزجال.
تكمن قيمة هذا المؤلف في أنه يعد من أهم المؤلفات الأندلسية التي صوَّرت الشعر الأندلسي في مختلف العصور. فقد احتوى على مئات القصائد الشعرية التي نظمها الشعراء الأندلسيون في مواقف مختلفة، مما يجعله مرجعًا مهمًا لفهم تطور الشعر في الأندلس في فترات متعددة.
كما اشتمل الكتاب على العديد من التراجم التي بلغت نحو 646 ترجمة، وكان العديد من هؤلاء الأعلام مجهولين في ذلك الوقت. وهو ما يعكس دور الكتاب في الحفاظ على الذاكرة الثقافية والتاريخية للأدب الأندلسي، ويعطيه قيمة كبيرة كمصدر توثيقي للأعلام الأدبية والتاريخية في تلك الحقبة.

## أسباب تأليفه
كان السبب في تأليف "المغرب في حلي المغرب" أن أبا عبد الله محمد بن إبراهيم الحجارى وفد إلى عبد الملك بن سعيد صاحب قلعة بني سعيد بالقرب من غرناطة سنة 530 هـ، وكان حينئذ تحت طاعة المرابطيين. فأنشده قصيدة بديعة في مديحه، بدأها بقوله:
عليك أحالني الذكر الجميل  
فجئت ومن ثنائك لي دليل  
فقربه عبد الملك وأكرمه. وقد أعجبته معرفته بأدباء الأندلس، وما لهم من طرائف الشعر والنثر. فسأله أن يصنف له كتابًا، فكانت نتيجة ذلك تأليف "المسهب في غرائب المغرب".
وقد شغف عبد الملك بهذا الكتاب، وجعل مطالعته ديدنه، ثم جال في خاطره أن يضيف له ما أغفله الحجارى، ويختصر ما لم يوافق غرضه. ثم خلفه ابناه أبو جعفر الشاعر ومحمد، اللذان أضافا إليه ما استفاداه. وبعد ذلك جاء موسى بن محمد بن عبد الملك، وكان ذا بصيرة بفنون الأدب، فاعتنى بالكتاب كثيرًا وأضاف إليه ما طالعه في الكتب، والتقطه من الأفواه. وبعد وفاة موسى بن محمد، أسلمه إلى ولده علي الذي أخرجه في صورته النهائية تحت اسم "المغرب في حلي المغرب".
يضم كتاب "المغرب في حلي المغرب"، الذي ألفه هؤلاء الستة مؤلفين، خمسة عشر سفرًا. ستة منها تتعلق بمصر، وثلاثة ببلاد المغرب، وستة بالأندلس. وقد أطلقوا على الجزء الخاص بالأندلس اسم "وشي الطُّرُس في حلي جزيرة الأندلس".
الكتاب الذي بين أيدينا هو مختصر على القسم الخاص بالأندلس، وقد قسمه علي بن سعيد إلى ثلاثة كتب:  
1. "كتاب غرب الأندلس"، وسُمي بـ "كتاب العرس في حلي غرب الأندلس".
2. "كتاب موسطة الأندلس"، وسُمي بـ "كتاب الشفاه اللُّعس في حلي موسطة الأندلس".
3. "كتاب شرق الأندلس"، وسُمي بـ "كتاب الأنس في حلي شرق الأندلس".